# Масафра
Масафра (итал. Massafra) је насеље у Италији у округу Таранто, региону Апулија.
Према процени из 2011. у насељу је живело 30875 становника. Насеље се налази на надморској висини од 100 м.

## Становништво
Према резултатима пописа становништва 2011. у општини је живело 32.381 становника.
| 1951.  | 1961.  | 1971.  | 1981.  | 1991.  | 2001.  | 2011.  |
| ------ | ------ | ------ | ------ | ------ | ------ | ------ |
| 17.238 | 20.005 | 23.413 | 27.709 | 30.623 | 30.923 | 32.381 |